# 7e bataillon de tirailleurs sénégalais
Le 7e bataillon de tirailleurs sénégalais (7e BTS) est un bataillon français des troupes coloniales.

## Création et différentes dénominations
- -: Formation du 7e bataillon de tirailleurs sénégalais

## Historique des garnisons, combats et batailles du7eBTS
- 24/09/1918: Le bataillon reçoit 150 tirailleurs du 82e BTS

### Sources et bibliographie
Mémoire des Hommes